# Дараут-Курган
Дараут-Курган, Дараут (кирг. Дароот Коргон) — населённый пункт, посёлок (село) в западной части Алайской долины, центр Чон-Алайского района Ошской области Кыргызстана.
Посёлок расположен ближе к Алайскому хребту у выхода их ущелья Тенгиз-бей, по которому на север идёт дорога через перевал Тенгизбай в Алайском хребте, приводящая в Уч-Курган и далее в Коканд.
Первым европейцем, проникшим в эти места в 1871 году через перевал Тенгизбай был известный русский путешественник и учёный А. П. Федченко. Получив разрешение Кокандского хана, участники экспедиции поднялись на Алайский хребет. Пройдя через перевал караван спустился вниз в Дараут-Курган. Здесь ученого принял комендант крепости Кулдатка в Дараут-Кургане, запретивший экспедиции двигаться дальше по маршруту.
Есть много свидетельств того, что люди в Дараут-кургане живут с давних пор. Около 300 лет назад во времена Кокандского ханства (по другим данным в XIX веке)здесь была сооружена крепость, защищавшая от набегов кочевников, которая со временем разрушилась.
В западной части Дараут-Кургана, кроме того, археологи раскопали целое поселение середины первого тысячелетия до нашей эры.
Посёлок расположен на перекрёстке путей, ведущих через западную часть Алайской долины.
Через Дараут-Курган проходила часть маршрута Великого шёлкового пути.
На север дорога идёт через Алайский хребет и перевал Тенгизбай в Уч-Курган и далее на север в Коканд.
На юг дорога идёт в Алтын-Мазар.
Через Алайскую долину с запада из Лахша через Дараут-Курган на восток в Сары-Таш проложена автомобильная дорога, являющаяся частью Европейского маршрута E60, соединяющая Таджикистан и Кыргызстан с Китаем.